# Biến đổi Fourier
Biến đổi Fourier hay chuyển hóa Fourier, được đặt tên theo nhà toán học người Pháp Joseph Fourier, là phép biến đổi một hàm số hoặc một tín hiệu theo miền thời gian sang miền tần số. Chẳng hạn như một bản nhạc có thể được phân tích dựa trên tần số của nó.

## Ứng dụng
Biến đổi Fourier có rất nhiều ứng dụng khoa học, ví dụ như trong vật lý, số học, xử lý tín hiệu, xác suất, thống kê, mật mã, âm học, hải dương học, quang học, hình học và rất nhiều lĩnh vực khác. Trong xử lý tín hiệu và các ngành liên quan, biến đổi Fourier thường được nghĩ đến như sự chuyển đổi tín hiệu thành các thành phần biên độ và tần số. Sự ứng dụng rộng rãi của biến đổi Fourier bắt nguồn từ những tính chất hữu dụng của biến đổi này:
- Tính tuyến tính: {\displaystyle {\mathfrak {F}}[a.f+b.g]=a.{\mathfrak {F}}[f]+b.{\mathfrak {F}}[g]}
- Tồn tại biến đổi nghịch đảo, và thực tế là biến đổi Fourier nghịch đảo gần như có cùng dạng với biến đổi thuận.
- Những hàm số sin cơ sở là các hàm riêng của phép vi phân, có nghĩa là khai triển này biến những phương trình vi phân tuyến tính với các hệ số không đổi thành các phương trình đại số cơ bản. Ví dụ, trong một hệ vật lý tuyến tính không phụ thuộc thời gian, tần số là một đại lượng không đổi, do đó những thành phần tần số khác nhau có thể được tính toán một cách độc lập.
- Theo định lý tích tổng chập, biến đổi Fourier chuyển một tích tổng chập phức tạp thành một tích đại số đơn giản.
- Biến đổi Fourier rời rạc có thể được tính toán một cách nhanh chóng bằng máy tính nhờ thuật toán FFT (fast Fourier transform).
- Theo định lý Parseval-Plancherel, năng lượng của tín hiệu (tích phân của bình phương giá trị tuyệt đối của hàm) không đổi sau biến đổi Fourier.

## Các dạng của biến đổi Fourier

### Biến đổi Fourier liên tục
Thông thường, tên gọi biến đổi Fourier được gắn cho biến đổi Fourier liên tục, biến đổi này biểu diễn một hàm bình phương khả tích f(t) bất kì theo tổng của các hàm e lũy thừa phức với tần số góc ω và biên độ phức F(ω):
{\displaystyle f(t)={\mathcal {F}}^{-1}(F)(t)={\frac {1}{2\pi }}\int \limits _{-\infty }^{\infty }F(\omega )e^{i\omega t}\,d\omega .}
Đây là biến đổi nghịch đảo của biến đổi Fourier liên tục, trong khi biến đổi Fourier biểu diễn hàm F(ω) theo f(t). Xem biến đổi Fourier liên tục để biết thêm chi tiết.

### Chuỗi Fourier
Biến đổi Fourier liên tục là dạng tổng quát của một khái niệm có từ trước, đó là chuỗi Fourier. Chuỗi Fourier khai triển các hàm tuần hoàn f(x) với chu kì 2π (hoặc các hàm có tập xác định bị chặn) theo chuỗi của các hàm sin:
{\displaystyle f(x)=\sum _{n=-\infty }^{\infty }F_{n}\,e^{inx},}
trong đó {\displaystyle F_{n}} là biên độ phức. Cho các hàm thực, chuỗi Fourier có thể được viết dưới dạng:
{\displaystyle f(x)={\frac {1}{2}}a_{0}+\sum _{n=1}^{\infty }\left[a_{n}\cos(nx)+b_{n}\sin(nx)\right],}
trong đó an và bn là các hằng số Fourier (giá trị thực).